# Муравка (Донецкая область)
Муравка (укр. Муравка) — село на Украине, находится в Покровском районе Донецкой области. Расположено на реке Солёная. Раннее название села Муравьёвка (Бахмутского повета Екатеринославской губернии), село переименовали после прихода Советской власти.
Код КОАТУУ — 1422756302. Население по переписи 2001 года составляет 208 человек. Почтовый индекс — 85334. Телефонный код — 623.
В селе Муравка находилась Архангело-Михайловская церковь Екатеринославской духовной консистории. Существовала  до приблизительно 50-60-х годов XX века. Как храм действовала до 40-х годов XX века. первые метрические записи велись в этом храме с 1896 года.

## Адрес местного совета
85334, Донецкая область, Покровский р-н, пгт. Удачное, ул. Железнодорожная, 53, тел. 5-33-5-16